# Петровська (Слов'янський район)
Петровська — станиця в Слов'янському районі Краснодарського краю. Центр Петровського сільського поселення.
Населення — 13 170 мешканців (2002).
Петровська розташована в дельті Кубані, за 22 км північно-західніше Слов'янська-на-Кубані, де розташовано найближча залізнична станція.
До складу Петровського сільського поселення крім станиці Петровська входить також хутір Водний (436 чол.).

## Відомі люди
В станиці народились:
- Колесник Іван Пантелійович (1942—2017) — країнський дефектолог.
- Кузуб Павло Степанович — Герой Радянського Союзу. Його ім'я носить місцева школа №29[1].